# Campo di battaglia (film)
Campo di battaglia è un film del 2024 diretto da Gianni Amelio, con protagonisti Alessandro Borghi, Gabriel Montesi e Federica Rosellini. È liberamente tratto dal romanzo La sfida (2018) di Carlo Patriarca.

## Trama
Nel 1918 sul finire della Prima guerra mondiale due ufficiali medici, Stefano e Giulio, amici d'infanzia, lavorano nello stesso ospedale militare in Veneto. Mentre Stefano (capitano del Corpo medico militare dell'esercito) proveniente da una ricca famiglia borghese è un nazionalista convinto e fa di tutto per rimandare i soldati feriti in battaglia, Giulio (tenente) esperto di biologia, si lascia impietosire. I due condividono anche l'amore per una stessa donna, Anna, crocerossina. All'interno dell'ospedale molti feriti si aggravano per opera di Giulio che offre a loro amputazioni per farli ritornare a casa, e i dubbi di Stefano e Anna ricadono proprio su di lui. Poco dopo tra i militari si diffonde un morbo infettivo e Stefano è costretto a far trasferire gli infetti lontano dall'ospedale per contenere la malattia. Tra di loro vi è anche Giulio, che Stefano considera l'unico in grado di comprendere cosa sta succedendo per via delle sue conoscenze di biologia, tuttavia nei suoi tentativi di catalogare il batterio e trovare una cura viene infettato e decide di affrettare la propria morte iniettandosi il contenuto infetto di una provetta, mentre Stefano lascia intendere che abbandonerà sia la carriera militare che quella di medico, per entrare in politica.  

## Produzione
Il film è stato prodotto da Kavac Film, IBC Movie, One Art e Rai Cinema, con la collaborazione della Regione Friuli Venezia Giulia Film Commission e Trentino Film Commission. Il film è stato ambientato nel corso della Prima Guerra Mondiale in Friuli-Venezia Giulia, in cui si sono effettuate le riprese tra settembre e ottobre 2023 per dodici giorni presso i comuni di Udine, Tolmezzo, Venzone, Cormons, Osoppo, Gorizia e nella tenuta di Villa Manin a Codroipo. Il film è stato girato anche in Trentino-Alto Adige dal 30 ottobre e il 5 dicembre 2023, con riprese a Rovereto, forte Cherle a Folgaria, forte Busa Grande a Vignola-Falesina e presso Bleggio Superiore. Nel 2024 sono state effettuate delle riprese in Toscana: il 9 e il 10 gennaio 2024 presso la stazione di Monte Amiata a Montalcino, mentre dal 16 al 19 maggio 2024 presso la linea ferroviaria Arezzo-Sinalunga.

## Promozione
Il trailer del film è stato pubblicato online il 31 luglio 2024.

## Distribuzione
Il film è stato presentato in anteprima alla 81ª Mostra internazionale d'arte cinematografica di Venezia il 31 agosto 2024, ed è stato distribuito nelle sale italiane da 01 Distribution a partire dal 5 settembre 2024.

## Riconoscimenti
- 2025 - David di Donatello
  - Candidatura alla migliore sceneggiatura adattata a Gianni Amelio e Alberto Taraglio
  - Candidatura al miglior autore della fotografia a Luan Amelio Ujkaj
  - Candidatura al miglior suono a Emanuele Cicconi, Alessandro Feletti, Alessandro Giacco e Marco Falloni

- 2024 - Mostra internazionale d'arte cinematografica di Venezia[11]
  - In concorso per il Leone d'oro

## Accoglienza

### Incassi
Il film ha incassato 1253013 €.

### Critica
Simone Emiliani su Sentieri Selvaggi dà al film 4 stelle su 5 e scrive che «Amelio ha un’invidiabile lucidità ma anche un’intensità emotiva nel trasportarci della ‘macchina (del tempo) del cinema’. Forse è il suo primo horror».